# Gimnazjum Białoruskie w Wilnie
Gimnazjum Białoruskie w Wilnie (biał. Віленская беларуская гімназія, Wilenskaja biełaruskaja himnazija) – szkoła średnia kształcąca młodych Białorusinów zamieszkałych na terenie Polski w języku białoruskim, jedno z trzech gimnazjów z białoruskim językiem wykładowym w 1931 roku.
Zostało utworzone w 1918 roku na bazie białoruskojęzycznych szkół istniejących od 1915 roku w Wilnie. Oficjalnym założycielem było Białoruskie Towarzystwo Pomocy Ofiarom Wojny, kontrolę nad jakością i programem nauczania sprawowało Białoruskie Towarzystwo Naukowe, w początkowych miesiącach w szczególności Iwan Łuckiewicz.
Na założenie szkoły wydały zgodę niemieckie władze okupacyjne oraz Taryba. Na siedzibę gimnazjum wybrano dawne seminarium prawosławne w Wilnie (klasztor bazylianów) - w tym samym budynku pod adresem Ostrobramska 9 znajdowało się również Muzeum Białoruskie. Dla uczniów spoza Wilna przeznaczony był specjalny internat.
Pierwsze zajęcia rozpoczęły się 1 lutego 1919 roku - w kwietniu 1919 roku uczyło się tu 340 uczniów i pracowało 18 nauczycieli. Pierwszym dyrektorem szkoły został Michał Kochanowicz, od 1921 roku funkcję tę sprawował Bronisław Taraszkiewicz, a po nim Radosław Ostrowski (1924–1936). Z gimnazjum współpracowali w różnych okresach m.in. Juliana Witan-Dubiejkouska, Lilia Czerniauska, ks. Adam Stankiewicz, Arkadź Smolicz, Anton Łuckiewicz (do 1931 roku).
Wśród znanych absolwentów szkoły znajdują się m.in. Wincent Żuk-Hryszkiewicz, Witaut Tumasz i Lawon Łuckiewicz.